# Hermínio Loureiro
Hermínio José Sobral de Loureiro Gonçalves GOIH (Oliveira de Azeméis, Oliveira de Azeméis, 30 de Dezembro de 1965) é um político e dirigente desportivo português.

## Biografia
Frequentou a Escola Secundária Ferreira de Castro, em Oliveira de Azeméis, onde foi Presidente da Associação de Estudantes, e licenciou-se em Administração de Empresas pelo Instituto Superior de Administração e Gestão do Porto, tornando-se gestor.
Militante do Partido Social Democrata (PSD), foi seu Secretário-Geral Adjunto, Vice-Presidente da Comissão Política Distrital de Aveiro, Conselheiro Nacional, Presidente da Comissão Política de Secção de Oliveira de Azeméis, Presidente da Comissão Política Distrital da Juventude Social Democrata (JSD) de Aveiro, e seu Vice-Presidente da Mesa do Congresso e Conselheiro Nacional.
Foi Deputado da Assembleia da República eleito pelo Círculo Eleitoral de Aveiro na VII Legislatura, na VIII Legislatura, na IX Legislatura e na X Legislatura, Presidente da Assembleia Municipal de Oliveira de Azeméis, tendo sido membro da Comissão Parlamentar da Juventude e da Comissão Parlamentar do Trabalho e Segurança Social na Assembleia da República, Secretário de Estado da Juventude e Desporto, Secretário de Estado do Desporto e Secretário de Estado do Desporto e Reabilitação na Presidência do Conselho de Ministros do XVI Governo Constitucional chefiado por Pedro Miguel de Santana Lopes.
A 21 de Abril de 2005 foi feito Grande-Oficial da Ordem do Infante D. Henrique.
Foi o 5.º Presidente da Direção da Liga Portuguesa de Futebol Profissional e, por inerência, Vice-Presidente da Federação Portuguesa de Futebol, eleito a 10 de Agosto de 2006, tendo tomado posse a 2 de Outubro de 2006 e até 7 de Junho de 2010. É, também, membro do Conselho Nacional do Desporto e Presidente da Fundação La-Salette.
Foi Presidente da Câmara Municipal de Oliveira de Azeméis, Presidente da Área Metropolitana do Porto e Presidente da Grande Área Metropolitana do Porto. Apresentou a sua demissão a 27 de Dezembro de 2016.
Em 19 de junho de 2017, foi detido por suspeita de crimes de corrupção, prevaricação, peculato e tráfico de influência. Está em causa a realização de obras manipulando as regras de contratação pública. Em 26 de junho de 2017 foi libertado mediante pagamento de uma caução de 60 mil euros.
Em 28 de maio de 2021, foi noticiado que iria a julgamento por um total de 77 crimes entre os quais encontram-se, peculato, falsificação de documentos, abuso de poder, corrupção ativa e passiva, participação económica em negócio, tráfico de influência ilícito, prevaricação e detenção de arma proibida.